# Der Schwarze Krüger
Der Schwarze Krüger, auch nur Schwarzer Krüger genannt, ist ein kleiner See westlich von Randau auf dem Gebiet der Stadt Magdeburg.
Der Schwarze Krüger befindet sich inmitten der rechtselbisch gelegenen Elbwiesen in der Nähe der elbabgewandten Seite des östlichen Elbdeiches. Nördlich am See führt der Feld- und Fahrradweg von Randau zur Fähre Westerhüsen vorbei. Hier befindet sich auch eine Station des Erlebnispfades Elbaue mit Bänken und einer Erläuterungstafel, die jedoch nicht auf den Schwarzen Krüger eingeht.
Der See hat lediglich eine Fläche von 0,15 Hektar und gliedert sich in mehrere kleine Wasserflächen, die durch Zonen stärkerer Verlandung und Schilfwuchses unterbrochen werden.
Das Gewässer ist vom Landesanglerverband Sachsen-Anhalt e.V. gepachtet. Der östlichste Teilsee ist durch ein Schild als Privatgewässer ausgewiesen. Angeln ist danach dort verboten. An Fischen kommen Blei, Güster, Hecht, Plötze und Schleie vor.
Im Biotop gibt es auch seltenere Tierarten. So finden sich Fraßspuren des Bibers in dem kleinen den See im Norden begleitenden Waldstück. Auch wurde die Libellenart Südliche Mosaikjungfer hier wiederholt beobachtet.